# Davit Modzmanashvili
Davit Modzmanashvili est un lutteur libre géorgien naturalisé ouzbek en 2017, né le 9 novembre 1986 à Tbilissi (Géorgie).
Après avoir remporté un titre européen en 2008, Modzmanashvili est testé positif à une substance interdite. Il est déchu de sa médaille d'or et reçoit une suspension de deux ans. 
En janvier 2019, il est testé positif à une substance interdite (déhydrochlorméthyltestostérone) après que des échantillons stockés des Jeux olympiques de 2012 aient été réanalysés. Il est ensuite déchu de sa médaille d'argent olympique et suspendu pendant 6 ans,.

## Palmarès

### Jeux olympiques
- Médaille d'argent en catégorie des moins de 120 kg aux Jeux olympiques d'été de 2012 à Londres, médaille retirée en janvier 2019 à la suite d'un retest.

### Championnats du monde
- Médaille de bronze en catégorie des moins de 120 kg aux Championnats du monde de lutte 2011 à Istanbul

### Championnats d'Europe
- Médaille de bronze en catégorie des moins de 120 kg aux Championnats d'Europe de lutte 2012 à Belgrade

### Championnats d'Asie
- Médaille de bronze en catégorie des moins de 125 kg aux Championnats d'Asie de lutte 2018 à Bichkek

### Jeux asiatiques
- Médaille de bronze en catégorie des moins de 125 kg aux Jeux asiatiques de 2018 à Djakarta

### Jeux asiatiques en salle
- Médaille d'or en catégorie des moins de 125 kg aux Jeux asiatiques en salle 2017 à Achgabat